# Брок (город в Германии)
Брок (нем. Broock) — коммуна в Германии, в земле Мекленбург-Передняя Померания.
Входит в состав района Пархим. Подчиняется управлению Эльденбург Любц. Население составляет 108 человек (на 2015 года). Занимает площадь 18,14 км². Официальный код — 13 0 60 006.